# Tornados de 2009
Este artículo documenta los tornados y oleadas de tornados de 2009, principalmente (pero no completamente) en los Estados Unidos. La mayoría de los tornados se forman en los Estados Unidos, aunque algunos pueden formarse en otras partes del mundo, particularmente en las partes vecinas de Canadá durante la temporada de verano del Hemisferio Norte. Algunos tornados también se forman en Europa, como en el Reino Unido, Polonia o en Alemania, también en Sudamérica, como en Argentina.
Al 17 de septiembre, ha habido 1,155 tornados reportados en los Estados Unidos en 2009 (de los cuales al menos 742 fueron confirmados), 21 provocando fatalidades. En el resto del mundo 15 murieron en la India, 11 en Argentina, 4 en Canadá, 2 en Grecia y uno en Rusia y Serbia.

## Eventos
Los tornados totales para los Estados Unidos en 2009 - lista total no oficial en los EE. UU. al 2 de julio
| Confirmado Total | Confirmado EF0 | Confirmado EF1 | Confirmado EF2 | Confirmado EF3 | Confirmado EF4 | Confirmado EF5 |
| 556              | 234            | 217            | 59             | 16             | 2              | 0              |

### Enero
Hubo diez tornados reportados en los Estados Unidos en enero, de los cuales seis fueron confirmados.

#### 3 de enero
| EF0 | EF1 | EF2 | EF3 | EF4 | EF5 | Aumento |
| --- | --- | --- | --- | --- | --- | ------- |
| 1   | 1   | 0   | 0   | 0   | 0   | Sí      |

Un pequeño riesgo de mal tiempo se publicó el 3 de enero para partes del sudeste de Texas hasta zonas inferiores del Valle del Misisipi, con principales amenazas de mal tiempo y vientos dañinos y tornados aislados. Un tornado, de categoría EF0 en la escala Fujita mejorada, brevemente tocó tierra a 2 millas (3,2 km) al sur del Aeropuerto Internacional de Alexandria a las 2:45 p. m. CST (20:45 UTC). Una casa perdió parte del techo y los escombros fueron lanzados a 100 yardas (91,4 m) de distancia. Una marquesina se derrumbó en un vehículo y varios cables eléctricos fueron derivados. Un almacén a orillas de una carretera perdió una de sus puertas de garaje debido al viento y llevándose consigo todo lo que había en su interior. Un tornado EF1 fue reportado en Stringer, Misisipi donde hubo pocos daños.

#### 6 y 7 de enero
| EF0 | EF1 | EF2 | EF3 | EF4 | EF5 | Aumento |
| --- | --- | --- | --- | --- | --- | ------- |
| 2   | 0   | 0   | 0   | 0   | 0   | Sí      |

El 6 de enero, una oleada de tormentas afecto los estados de Georgia, Alabama y Panhandle en la Florida, produciendo daños y unos cuantos tornados. Un tornado EF0 causó leves daños a varios edificios en Chattoogaville, Georgia. Durante la mañana del 7 de febrero, un tornado EF0 a 5 millas (8 km) al sur de Forsyth, Georgia causó daños moderados a una casa y a otras tres estructuras.

### Febrero

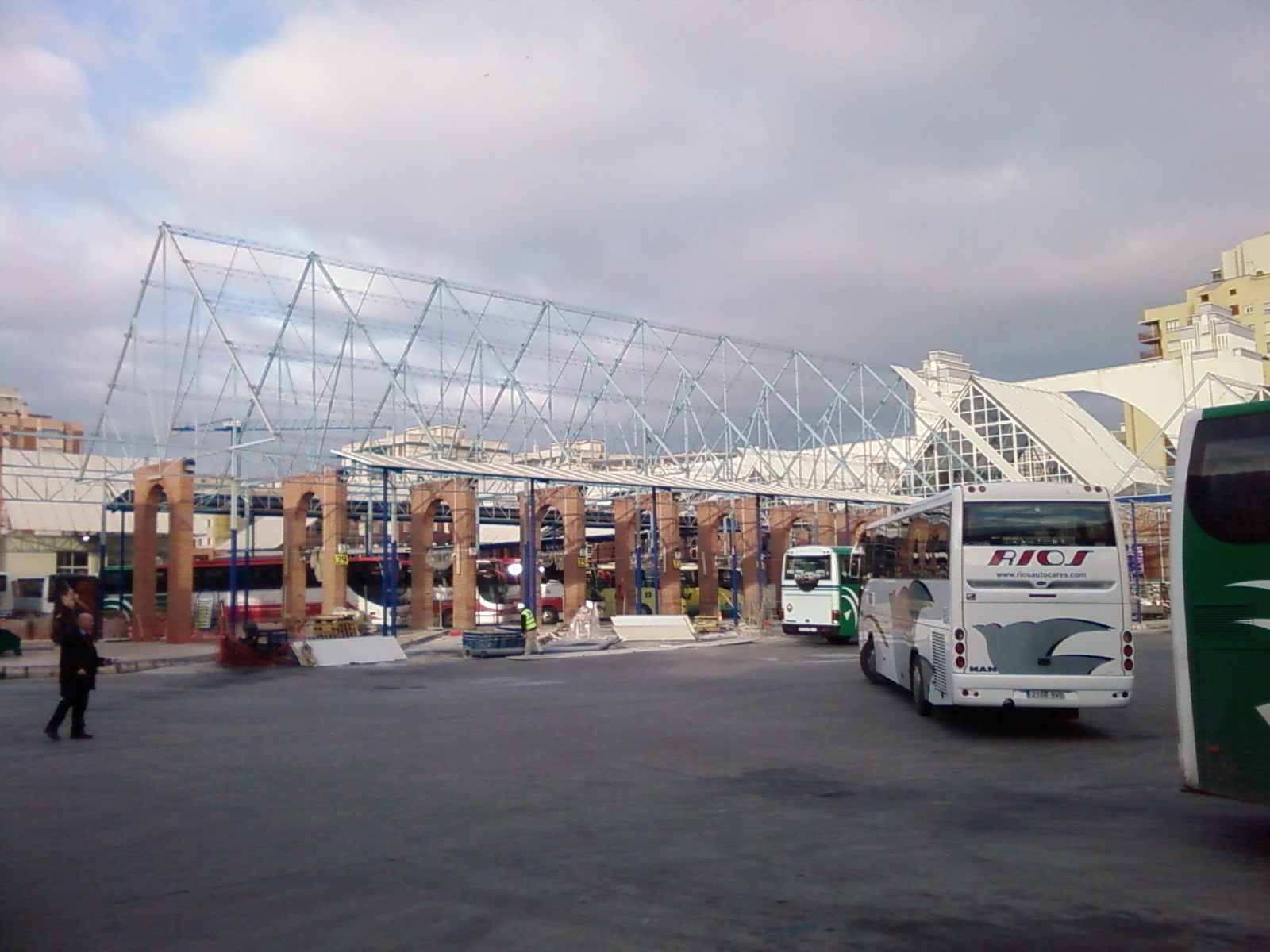
Daños en el techo de la estación de autobuses de Málaga.

Al 13 de febrero, ha habido 8 tornados en los EE. UU. en febrero, de los cuales al menos 13 han sido confirmados. El aumento del total confirmado es debido a los informes finales.

#### 1 de febrero
25 personas fueron heridas en plena ciudad de Málaga en España, causando extensos daños a propiedades, ventanas y vehículos. La mayoría de esos heridos fue debido a cortadas por cristales, aunque algunas ramas y vallas publicitarias salieron volando a 180 kilómetros por hora (111,8 mph) hiriendo a personas. Más de 200 viviendas fueron afectadas, junto con 400 automóviles y 100 bodegas industriales. Alrededor de 1000  alumnos no tuvieron clases debido a que seis escuelas resultaron con daños.

#### 10 y 11 de febrero
| EF0 | EF1 | EF2 | EF3 | EF4 | EF5 | Aumento |
| --- | --- | --- | --- | --- | --- | ------- |
| 5   | 8   | 1   | 0   | 1   | 0   | Sí      |

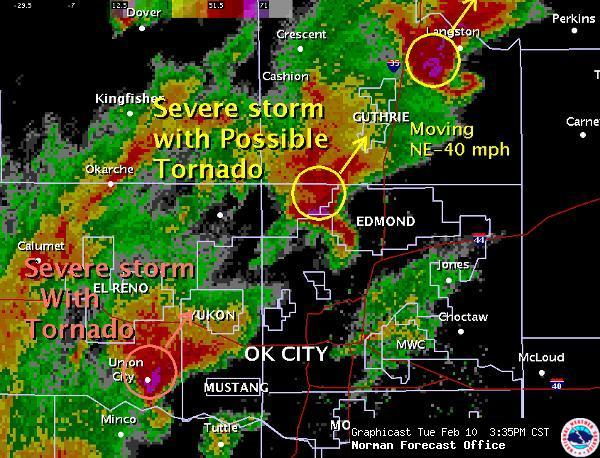
Imagen del radar meteorológico de tormentas supercélula cerca de Oklahoma City a las CST el 10 de febrero.

En la mañana del 10 de febrero, el Centro de Predicción de Tormentas emitió un aviso moderado para un tiempo severo para partes del occidente de Oklahoma, nordeste de Texas, occidente de Arkansas y noroeste de Luisiana. Se esperaba que la supercélula de tormentas formaría después en la tarde en una línea vendaval.
Siete tornados fueron confirmados—cinco en Oklahoma, uno en Texas y uno en Misuri. Un tornado causó daños a una tienda Target y varios otros negocios en el Northwest Expressway en el noroeste de Oklahoma City, hiriendo sin gravedad a tres personas. El tornado continuó hasta Edmond (Oklahoma), donde seis casas fueron destruidas y 20 casas fueron dañadas. Se reportó graves daños en el área de Lone Grove como resultado de un tornado EF4, con numerosos heridos y al menos ocho muertos confirmados en el área. En las primeras estimaciones se hablaba de hasta 15 fallecidos, pero no ha sido confirmado.
El SPC también emitió un aviso sobre la probabilidad de tornados el 11 de febrero para las áreas de Deep South, Valle del Ohio, Medio Oeste y los Apalaches. Sin embargo, las probabilidades de tornados disminuyeron el 11 de febrero debido al fuerte frontal que forzó (lo que limitará la actividad discreta de supercelulas) y disminuyó la inestabilidad. Esto pasó a ser más tarde un riesgo moderado, pero debido daños de provocados por vientos de corriente descendiente atmosférica y tornados aislados.

#### 11 de febrero (Hawái)
El 11 de febrero, dos tornados tocaron tierra en Oahu en Hawái. A las 12:50 p. m. HST (2250 UTC), el primer tornado tocó tierra cerca de una cantera, dañando los edificios aledaños. El tornado se movió por un campo de golf, arrojando los carritos de golf a 50 a 60 pies. Un empleado del campo de golf fue hospitalizado por varias horas luego de ser arrojado por una ventana de cristal.

#### 16 de febrero (país de Georgia)
Un tornado, posiblemente el primero en la historia de Georgia, toco tierra en Georgia. No se reportaron heridos, pero si daños provocados por el tornado a árboles y alrededor de 100 casas en los distritos de Tsalendzikhsky y Zugdidsky.

#### 18 y 19 de febrero
| EF0 | EF1 | EF2 | EF3 | EF4 | EF5 | Aumento |
| --- | --- | --- | --- | --- | --- | ------- |
| 2   | 6   | 2   | 3   | 0   | 0   | Sí      |

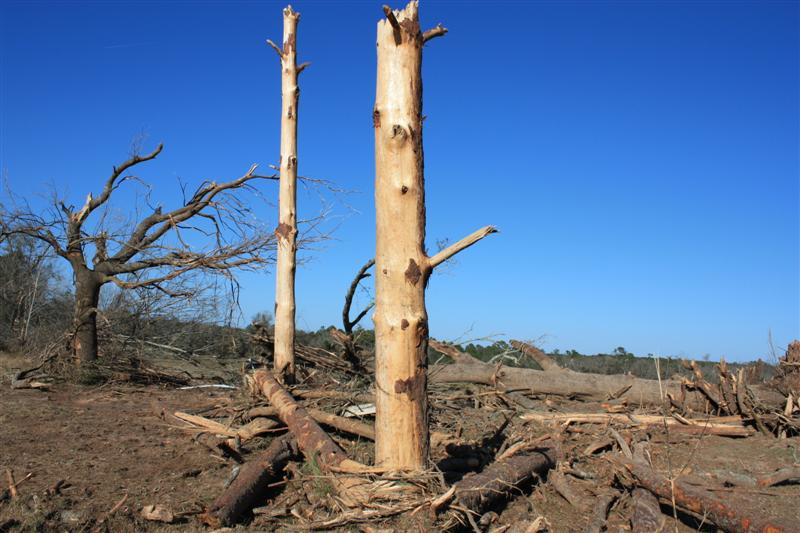
Grandes pinos cortados a la mitad cerca de Boston, Georgia.

Varios tornados tocaron tierra en el sureste el 18 de febrero y en la mañana del 19 de febrero. Los peores daños fueron en Georgia donde se reportaron varios daños. Al menos nueve tornados fueron confirmados tan solo en el área del NOS de Peachtree City al igual que un tornado en el este de Alabama. Un tornado EF3 en Sparta, Georgia mató una persona e hirió a varias personas. Un tornado se reportó en Tyrone, Georgia; fue clasificado como un EF3 aunque hubo pocos daños por haber tocado en áreas rurales.
Varios tornados tocaron tierra en la tarde y amanecer del 19 de febrero. El tornado más fuerte fue clasificado como un EF3, viajando a 18,6 millas (29,9 km) por los condados de Wilkes y McDuffie en Georgia. El tornado destruyó una casa de bloques, dañó 15 casas y destruyó 19 edificios. Una persona murió en el condado de Hancock después de que un tornado EF3 destruyera una iglesia y cuatro casas móviles. Un tornado EF2 de una milla de ancho tocó tierra en el condado de Meriwether dañando varios edificios y una casa perdió el techo. Una persona resultó herida por los escombros de un tornado EF1 que pasó por el condado de Putnam, destruyendo un restaurante en el suroeste de Eatonton. La U.S. Highway 129 fue cerrada después de que varias líneas eléctricas fueran derivadas por los vientos. Dos tornados diferentes causaron daños en el condado de Jasper, cada uno con vientos de 100 millas por hora (160,9 km/h). En el condado de Newton, entre 20 a 30 casas de madera fueron dañadas gravemente por árboles arrancados a causa de un tornado EF1 que estuvo en tierra hasta 2 millas (3,2 km). Otros tornados, con vientos entre las 70 millas por hora (112,7 km/h) a 90 millas por hora (144,8 km/h), golpearon los condados de Taylor, Houston y Oconee. En el sur de Georgia, una supercélula produjo dos tornados (EF2 y EF3) en los condados de Grady y Thomas. Solo en el condado de Thomas, hubo 160 estructuras dañadas con nueva casas móviles destruidas 20 casas destruidas. En Alabama, un tornado EF1 a lo largo del condado de Randolph, varios árboles fueron arrancados de sus raíces.

#### 28 de febrero
| EF0 | EF1 | EF2 | EF3 | EF4 | EF5 | Aumento |
| --- | --- | --- | --- | --- | --- | ------- |
| 1   | 1   | 1   | 0   | 0   | 0   | Sí      |

Un Durante la mañana del 28 de febrero un frente frío que luego se fue calentando con aire húmedo en Alabama, Georgia y Florida Panhandle, dio resultado a tormentas eléctricas severas en el sur y el centro central de Alabama y Georgia A las 7:40 a. m. CST (1340 UTC), un tornado EF0 arrancó varios árboles y destruyó varios edificios en el condado de Tallapoosa. 31 minutos después, un tornado EF1 dañó gravemente un concesionario de automóviles en el condado de Lee. A las 8:26 a. m. CST (1426 UTC), 10 casas móviles, siete casas, dos iglesias y una escuela fueron dañadas luego de haberse formado un tornado EF2 en Salem, también en el condado de Lee.

### Marzo
Hubo 123 tornados en marzo en los EE. UU., de los cuales 78 fueron confirmados.

#### 8 y 9 de marzo
| EF0 | EF1 | EF2 | EF3 | EF4 | EF5 | Aumento |
| --- | --- | --- | --- | --- | --- | ------- |
| 1   | 3   | 0   | 1   | 0   | 0   | Sí      |

Un aviso de clima severo moderado fue emitido para el occidente de Misuri, Illinois e Indiana, pero luego pasó a ser un peligro mínimo para el Valle de Ohio Valley. Varios tornados fueron reportados a lo largo de la región con reportes de danos estructurales en la zona de Springfield, Illinois, al igual que el noreste y suroeste de Indiana y noroeste de Ohio. El tornado más fuerte fue en Fayetteville, Indiana; fue clasificado como un EF3 destruyendo casas.
Un aviso de clima moderado fue emitido para el medio del valle de Misisipi y las Grandes Planicies.

#### 12 de marzo (Filipinas)
Un gran tornado tocó tierra en la provincia de Cotabato del Sur en el municipio de Tupi alrededor de las 3:00 p. m. PHT (0700 UTC). El tornado destruyó 18 hectáreas de tierras agrícolas, causando ocho millones de pesos (166,000 USD) en daños durante los 15 minutos que tocó tierra. No se informó de estructuras dañadas y nadie resultó herido.

#### 22 de marzo (Córdoba, Argentina)
El día 22 de marzo de 2009, en la ciudad de Monte Cristo, Córdoba ocurrió un tornado de intensidad F2. Al menos 500 evacuados, un centenar de heridos, galpones derrumbados, casas y vehículos afectadas es el saldo del fuerte temporal, y de la caída de granizo registrada durante media hora en Monte Cristo, Córdoba. En el resto de Córdoba. El temporal afectó a Córdoba, localidades del Gran Córdoba y también a Calamuchita, como Los Reartes, Anisacate y Potrero de Garay, según reportaron.

#### 23 de marzo
| EF0 | EF1 | EF2 | EF3 | EF4 | EF5 | Aumento |
| --- | --- | --- | --- | --- | --- | ------- |
| 4   | 6   | 2   | 0   | 0   | 0   | Sí      |

Un frente superior se movió a través de la región de las Cuatro Esquinas en las Grandes Planicies y hacia el sur del Valle de Misuri el día el 23 de marzo. Durante este tornado, una borrasca al oeste de Nebraska se movió hacia el este de Dakota del Sur. Un frente frío en combinación con la borrasca se movió a través de la parte central y sur de las Grandes Llanuras y fue la principal zona donde se empezaron a desarrollar las tormentas. Aunque la humedad era mínima, un fuerte viento creó las condiciones favorables para el desarrollo de supercelulas. Como resultado, la supercélula tenía el potencial de producir tornados. Un aviso moderado de clima severo fue emitido en la parte central y este de Kansas y norte de Oklahoma. Durante el día, una rápida supercélula produjo varios tornados en el este de Nebraska, hiriendo a ocho personas en Eagle. En Iowa, un tornado EF2 destruyó una casa, y dañando otra, un granero, otros edificios y 54 vagones descarrilados en el condado de Harrison. La supercélula se movió después hacia el condado de Montgomery, donde se formaron dos tornados EF0.

#### 25 de marzo (Grecia)
Un raro tornado tocó tierra en Nea Manolada en el suroeste de Grecia el 25 de marzo. El daño más severo fue en un vehículo donde dos de los ocupantes (uno de Bulgaria) murieron y un tercero resultó gravemente herido. También se reportó daños extensos en numerosas casas. El European Severe Weather Database (Database Europeo de Clima Severo) luego confirmó que este tornado había sido un tornado F2, con un recorrido de 10 millas (16,1 km).

#### 31 de marzo (India)
Un tornado tocó tierra en el sur del estado de la India Orissa en la cuadra de Rajkanika de Kendrapara, matando a 15 personas e hiriendo al menos a 200 otras. Cuatro villas fueron completamente destruidas por el tornado, automóviles fueron lanzados a distancias significativas, y techos de concreto salieron volando. El tornado midió 500 metros en diámetro o un tercio de una milla. Seis personas murieron después de que un motor de un bote salió volando por el tornado desde el Río Baitarani. Los supervivientes dijeron que los daños causados por el tornado se podían comparar con los del Ciclón de Orissa de 1999. Árboles fueron arrancados de sus raíces y lanzados por doquier. Al día siguiente del tornado, las altas temperaturas estuvieron presente, dificultando a los residente encontrar un albergue. El tornado tocó tierra en la tarde a las 5:00 p. m. IST (1130 UTC). Al menos 300 casas fueron destruidas por el tornado que fue seguida por una tormenta de granizo. Un total de 11 villas fueron afectadas. a lo largo del recorrido del tornado por Orissa. Ningún aviso fue emitido por las autoridades climatológicas.

### Abril
Al 10 de abril, ha habido 55 tornados en los EE. UU. en abril, de los cuales 15 han sido confirmados.

#### 2 de abril
| EF0 | EF1 | EF2 | EF3 | EF4 | EF5 | Aumento |
| --- | --- | --- | --- | --- | --- | ------- |
| 5   | 6   | 0   | 0   | 0   | 0   | Sí      |

Un aviso de clima moderado fue emitido en una gran zona del sur de los Estados Unidos desde el Delta del río Misisipi hacia el noroeste de la Florida. Una actividad empezó a formarse en la región del Costa del Golfo con tormentas eléctricas. En la tarde, dos tornados EF0 se formaron en el sur de Misisipi, en la cual uno de ellos causó daños menores a 14 casas en un lote en Ocean Springs. El clima severo también afectó a Alabama, donde tres tornados EF0 y EF1 se formaron en el anochecer. Alrededor de las 4:00 p. m. CDT (2100 UTC), un tornado EF1 tocó tierra cerca del Aeropuerto Internacional de Nashville en Nashville, Tennessee. Causando daños a numerosas casas y negocios. El tornado continuó moviéndose hacia el norte dañando más casas antes de desaparecer.

#### 9 y 10 de abril
| EF0 | EF1 | EF2 | EF3 | EF4 | EF5 | Aumento |
| --- | --- | --- | --- | --- | --- | ------- |
| 16  | 31  | 9   | 8   | 1   | 0   | Sí      |

Un aviso moderado de clima severo fue emitido el 9 de abril cuando una línea seca avanzó hacia el este. El atardecer estuvo muy activo, ya que al menos 38 tornados fueron reportados a lo largo del sur-centro de los Estados Unidos. Algunos tornados fueron reportados en el condado de Le Flore, Oklahoma en la cual se reportó daños a estructuras y heridos, al igual que en De Queen, Arkansas, donde la cobertura de KLRT reportó que un parque de casas móviles fue severamente golpeada. La comunidad más golpeada fue Mena, Arkansas, donde tres personas murieron y 30 resultaron heridas. El centro de la ciudad fue destruido, incluyendo el ayuntamiento y la corte, y más de 100 casas fueron dañadas. Varios edificios industriales también fueron destruidos. En los resultados iniciales el tornado en Mena fue reportado como un tornado EF3 con vientos que excedían las 136 mph.
En la noche, un tornado se formó cerca de Cross Lake en el área de Shreveport, Luisiana. Varias casas fueron destruidas y una persona resultó heridas.
Otro aviso de clima moderado fue emitido el 10 de abril, esta vez para el Sureste de los Estados Unidos. A las 3:00 p. m. CDT (2000 UTC) un aviso de alto riesgo fue emitido en el noreste de Alabama, noroeste de Georgia y sureste de Tennessee incluyendo la ciudad de Chattanooga. Varias tormentas se formaron rápidamente a lo largo del Oeste de Tennessee, y el Centro de Predicción de Tormentas emitió un aviso de peligro de tornado para las áreas de Tennessee y Alabama. Los primeros tornados tocaron tierra al medio día en una gran zona y un aviso de tornado fue emitido para Murfreesboro, Tennessee a las 12:35 p. m. CDT (1735 UTC) ya que se veía un gran tornado en la skycam de WTVF. Al menos nueve personas resultaron heridas en la ciudad y varias casas fueron destruidas.   Murfreesboro, Tennessee fue gravemente dañadas y se reportaron al menos dos muertes. Los daños también fueron reportados en el condado de Christian, Kentucky de otro tornado que destruyó dos casas e hirió a dos personas en una casa móvil en el pueblo de Mannington.
 Al menos 55 tornados fueron reportados durante el día a lo largo del Sureste de Estados Unidos.

#### 19 de abril
| EF0 | EF1 | EF2 | EF3 | EF4 | EF5 | Aumento |
| --- | --- | --- | --- | --- | --- | ------- |
| 9   | 8   | 2   | 0   | 0   | 0   | Sí      |

Un sistema de tormentas que se formó en el sur de los Estados Unidos causó varios tornades, principalmente a lo largo de Alabama al igual que en Georgia. Diez tornados tocaron tierra en el centro de Alabama, siendo uno un EF2 con vientos que alcanzaron los 122 millas por hora (196,3 km/h). En su recorrido por los condados de Blount y St. Clair, 18 estructuras recibieron daños estructurales, y cuatro estructuras fueron completamente destruidas. Siete graneros para pollos fueron destruidos, con 95,000 pollos. Otro tornado EF2, que empezó en el condado de Russell para luego moverse a Columbus, Georgia, causando daños menores a 100 estructuras, al igual que a daños a la Universidad Estatal de Columbus. Dos personas murieron en los condados de Morgan y el Marshall, aunque solo la muerte en el condado de Marshall fue debido al tornado.

#### 25 y 26 de abril
| EF0 | EF1 | EF2 | EF3 | EF4 | EF5 | Aumento |
| --- | --- | --- | --- | --- | --- | ------- |
| 4   | 4   | 3   | 0   | 0   | 0   | Sí      |

Un aviso moderado de una onda atmosférica fue emitida para Oklahoma, sur de Kansas y entre la frontera de Oklahoma y Texas el 25 de abril. Más tarde, una serie de supercelulas se formaron en el norte y centro de Oklahoma, en la cual una de ellas tocó la parte norte de Enid, Oklahoma causando daños en el Chisholm Trail Coliseum y varias viviendas. Las tormentas en el norte y centro de Oklahoma continuaron produciendo tornados hasta la mañana del 26 de abril. Un tornado, descrito como grande y violento, tocó tierra en Kremlin alrededor de las 1:45 a. m. (0645 UTC). Ambos tornados fueron clasificados como EF2.
En la mañana del 26 de abril, un aviso de tormentas fue emitido a Oklahoma y el sur de Kansas, en la cual se esperaba una fuerte oleada de tornados. A pesar de que se reportaron varios tornados, la actividad fue más leve de lo esperado, por lo que se quitó la alerta.

#### 29 de abril
Varias zonas fueron afectadas en las planicies centrales con la formación de 16 tornados a lo largo del sur de Kansas hacia el sur de Texas. Varios tornados tocaron en Lubbock cerca del pueblo de Cedar Hill. Un par de tornado también tocaron Arkansas causando pocos daños.

### Mayo
En mayo hubo 226 tornados reportados en los Estados Unidos, de los cuales 153 fueron confirmados.

### 7 de septiembre
En la localidad de San Pedro, provincia de Misiones, Argentina, se registró un tornado de intensidad F4. Duró casi 15 minutos y en su paso en la noche dejó más de diez víctimas fatales, destrozos materiales valuados en más de 2 millones de pesos argentinos.

### 17 de diciembre (Mendoza, Argentina)
En la localidad de San Rafael, Provincia de Mendoza, Argentina, se registró un tornado de intensidad F2. Duró casi 45 minutos y en su paso dejó  2 víctimas fatales, destrozos materiales, un alud que bloqueo el paso internacional hacia Chile y decenas de evacuados.